# Estación de Tramagal
La Estación Ferroviaria de Tramagal, también conocida como Estación de Tramagal, es una plataforma de la Línea de la Beira Baixa y del Ramal Tramagal - Somapre, que sirve a la localidad de Tramagal, en el Distrito de Santarém, en Portugal.

## Características

### Localización y accesos
Esta plataforma tiene acceso por la Calle Eduardo Duarte Ferreira, junto a la localidad de Tramagal.

### Descripción física
En enero de 2011, contaba con dos vías de circulación, con 506 y 523 metros de longitud; las plataformas tenían 254 metros de extensión, y 30 y 40 centímetros de altura.
En 2005, era el punto de inserción del Ramal Tramagal - Somapre en la Línea de la Beira Baixa.

## Historia
Esta plataforma se encuentra en el tramo entre las estaciones de Santarém y Abrantes, que abrió el 1 de  julio de 1861, como parte de la Línea del Este.